# Michelangelo Setola
Michelangelo Setola (* 1980 in Bologna) ist ein italienischer Comiczeichner.
Setola ist Mitglied von Canicola und publizierte in deren Anthologien, sowie in den Zeitschriften Orang, Black, De Brakke Hond, Strapazin und Glömp, meist zusammen mit dem Schriftsteller Edo Chieregato. Sein Buch Bar Miki wurde von der Edition Moderne veröffentlicht. Setola illustrierte ferner Lo Straniero, Hamelin und Sugo. Zusammen mit der finnischen Künstlerin Amanda Vähämäki erstellte er für Buenaventura Press den Souvlaki Circus. Sein charakteristischer Stil sind verwischte, „schmutzige“, aber detailreiche Bleistiftzeichnungen, mit welchen er immer wieder die Auseinandersetzung mit Naturmotiven erkennen lässt. 2006 gewann er beim Comicfestival Fumetto den ersten Preis.

## Werke
- „Bar Mikki“. Edition Moderne/Fumetto, 2008 (deutsch, italienisch). ISBN 978-3-03731-031-1